# Обињон
Обињон (фр. Aubignan) насеље је и општина у Француској у региону Прованса-Алпи-Азурна обала, у департману Воклиз која припада префектури Карпантрас.
По подацима из 2011. године у општини је живело 5164 становника, а густина насељености је износила 328,92 становника/km². Општина се простире на површини од 15,7 km². Налази се на средњој надморској висини од 56 метара (максималној 153 m, а минималној 41 m).

## Демографија
| 1962. | 1968. | 1975. | 1982. | 1990. | 1999. | 2011. |
| ----- | ----- | ----- | ----- | ----- | ----- | ----- |
| 1.635 | 1.819 | 2.126 | 2.230 | 3.347 | 3.837 | 5.164 |

График промене броја становника у току последњих година